# Harry, un ami qui vous veut du bien
Harry, un ami qui vous veut du bien is een Franse film uit 2000, geregisseerd en mede geschreven door Dominik Moll. Dankzij zijn rol als psychopaat brak Sergi López definitief door.

## Samenvatting
Michel en Claire, een jong koppel met drie dochtertjes, zijn met de auto op weg naar hun vakantiehuis in Auvergne. Daar wordt het weer een werkvakantie voor Michel, vijf jaar al ligt het huis er als een werf bij. Het is een vermoeiende tocht want de kinderen hebben veel last van de hitte en vragen veel aandacht. 
Tijdens een tussenstop op de autoweg wordt Michel aangeklampt door Harry, die beweert een oude schoolkameraad te zijn. Michel heeft alle moeite van de wereld om zich Harry te herinneren maar laat zich overdonderen door Harry die op de hoogte is van zoveel dingen uit zijn verleden. Een enthousiaste Harry stelt Michel voor hem te volgen naar hun vakantiehuis waar hij zich, samen met zijn vriendin Prune, als het ware uitnodigt. Al gauw stelt Harry zich opdringerig op en breekt helemaal binnen in het leven van Michel en zijn familie.

## Rolverdeling
| Acteur             | Personage                    |
| ------------------ | ---------------------------- |
| Laurent Lucas      | Michel                       |
| Sergi López        | Harry                        |
| Mathilde Seigner   | Claire, de vrouw van Michel  |
| Sophie Guillemin   | Prune, de vriendin van Harry |
| Liliane Rovère     | de moeder van Michel         |
| Dominique Rozan    | de vader van Michel          |
| Michel Fau         | Eric, de broer van Michel    |
| Victoire de Koster | Jeanne                       |
| Laurie Caminata    | Sarah                        |
| Lorena Caminata    | Iris                         |